# 岩沼市立岩沼中学校
岩沼市立岩沼中学校（いわぬましりつ いわぬまちゅうがっこう）は、宮城県岩沼市にある公立中学校。

## 教育目標
友愛の精神を身に付け、自立した生き方のできる生徒の育成生徒一人一人の個性を尊重し、調和のとれた豊かな人間性と生涯学習社会にあって学び続けるための基礎となる力、そして社会の変化に主体的かつ柔軟に対応し行動できる力を身に付け、自立できる人間の育成を目指す。

## 沿革
- 1947年（昭和22年）4月1日 - 岩沼町立岩沼中学校として開校
- 1962年（昭和37年）4月1日 - 岩沼町立岩沼北中学校が分離開校
- 1971年（昭和46年）11月1日 - 市制施行により岩沼市立岩沼中学校に改称

## 学区
- 岩沼、岩沼南小学校学区